# Senzala

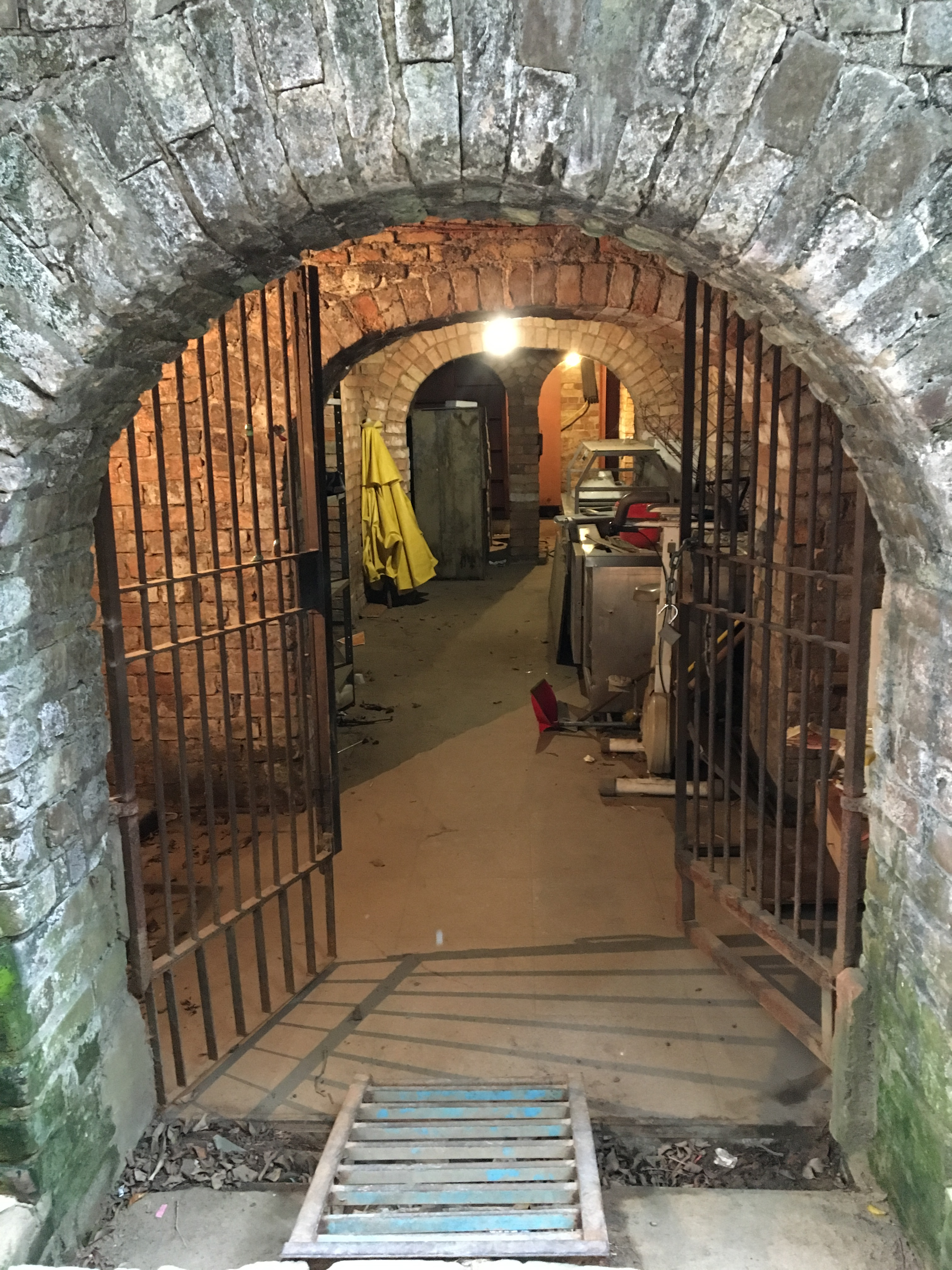
Entrada de uma antiga senzala no Casarão Marieta Teixeira de Carvalho

As senzalas ou sanzalas eram grandes alojamentos que se destinavam à moradia dos escravos nos engenhos, fazendas e roças, das colónias de Portugal no mundo entre os séculos XV e XIX, incluindo em países como São Tomé e Príncipe, Cabo Verde e Brasil Colônia tendo continuidade no Brasil independente e Império do Brasil.

## Etimologia
"Senzala" se originou do termo quimbundo sanzala através de dissimilação. A origem do termo é africana, valendo o mesmo que "morada", "habitação". É termo conhecido desde a segunda metade do século XVI. 

## Descrição
Era o que Joaquim Nabuco dizia ser "o grande pombal negro". Sempre, em sua frente, havia um grande tronco com uma corda para enforcar e surrar escravos, chamado de pelourinho. Os donos de fazenda achavam-se no direito de castigar os escravos pois com isso colocariam medo nos escravos, já que todos os castigos eram feitos em frente de todos os habitantes da senzala. As senzalas tinham grandes janelas com grandes grades e seus moradores só saíam de lá para trabalhar, apanhar e ir à missa. Os escravos praticamente sempre dormiam em palha ou em chão duro de terra batida. Os homens viviam separados das mulheres e das crianças.
Elas existiram durante toda a fase de escravidão (entre os séculos XVI e XIX) e eram construídas dentro da unidade de produção (engenho, mina de ouro e fazenda de café). As senzalas eram galpões de porte médio ou grande em que os escravos passavam a noite. Muitas vezes, os escravos eram acorrentados dentro das senzalas para se evitar as fugas. Costumavam ser rústicas, abafadas (possuíam poucas janelas) e desconfortáveis. Eram construções muito simples feitas geralmente de madeira e barro e não possuíam divisórias.

## Atualmente
Algumas fazendas do interior do Brasil preservaram estas senzalas, que, hoje, são visitadas como pontos turísticos. Elas mostram um aspecto muito importante da história do país: a crueldade com que os africanos foram tratados durante séculos no Brasil.[carece de fontes?]
Atualmente, algumas antigas fazendas de café situadas na Região Sudeste do Brasil ainda conservam senzalas que podem ser visitadas por turistas. No Vale do Paraíba, há numerosas sedes de propriedades rurais utilizadas para a filmagem de telenovelas, sobretudo nos municípios fluminenses de Vassouras, Valença e Cantagalo.